# Beekman Winthrop
Beekman Winthrop (18 septembre 1874 - 10 novembre 1940), est un homme politique américain.

## Biographie
Fils du banquier Robert Winthrop (en), il suit ses études à l'Université Harvard. Il devient ensuite le premier secrétaire personnel de William Howard Taft, alors gouverneur général des Philippines.
Ami personnel de Theodore Roosevelt, Winthrop est nommé gouverneur de Porto Rico en 1904.
En 1907, il est nommé Assistant Secretary of the Treasury (en), puis, en 1909, secrétaire assistant à la Marine.
Il était directeur de la National City Bank et de Robert Winthrop and Co..

## Sources
- (en) Cet article est partiellement ou en totalité issu de l’article de Wikipédia en anglais intitulé « Beekman Winthrop » (voir la liste des auteurs).